# 류한수
류한수(柳漢壽, 1988년 2월 11일~)는 대한민국의 레슬링 선수이다. 그레코로만형 웰터급에서 활약하며 세계 레슬링 선수권 대회에서 2회, 아시안 게임에서 2회 우승을 차지했다.